# Shokat Ali
Shokat Ali (* 4. März 1970 in Accrington, Lancashire) ist ein ehemaliger professioneller Snookerspieler. 

## Karriere
Ali ist in England geboren, trat jedoch bei Turnieren für Pakistan, das Heimatland seiner Vorfahren, an. 
1991 wurde er Profi und arbeitete sich in Snookerweltrangliste langsam vor. Sein vorerst bestes Einzelresultat war das Vorrücken ins Achtelfinale des Grand Prix 1998, wobei er unter anderem Jimmy White bezwang. Hinzu kam eine Goldmedaille bei den Asienspielen 1998. Für die Snooker-Saison 1998/99 wurde auf Platz 49 der Weltrangliste geführt, bevor er in den folgenden beiden Jahren wieder etwas zurückfiel. 
Dies änderte sich mit dem erneuten Erreichen eines Weltranglistenturnier-Achtelfinals, diesmal beim Thailand Masters 2001. Dort traf er auf den dreifachen Weltmeister Ronnie O’Sullivan, den er überraschend auch mit 5:4 besiegte. Im Viertelfinale scheiterte er dann an Ken Doherty.
Durch diesen Erfolg kam er in der Weltrangliste auf Platz 34.
Ebenfalls gewann er 2001 Bronze bei den World Games in Akita. In der Folgezeit konnte er keine weiteren größeren Erfolge auf der Snooker Main Tour erzielen, auch bedingt durch den Verlust seines Queues 2005.
Nach der Saison 2006/07 verpasste er die Wiederqualifikation für die nächste Main-Tour-Saison. Er war in der Folge noch einige Zeit als Snookerspieler aktiv, zuletzt 2010 als Amateur bei den PTC-Turnieren. Zusammen mit Stuart Pettman betreibt er einen Snookerclub in Preston.